# イワブチ
イワブチ株式会社（英: IWABUCHI CORPORATION）は、千葉県松戸市に本社を置く、電力、通信、信号、放送、鉄道用の電気架線金物及び関連製品全般の製造販売を行っている総合専門メーカーである。1950年（昭和25年）8月設立。

## 沿革
- 1950年（昭和25年）8月「岩淵電気器材株式会社」を設立
- 1952年（昭和27年）9月 社名を「岩淵金属工業株式会社」に変更
- 1962年（昭和37年）5月 松戸工場（現松戸本社）を建設
- 1971年（昭和46年）5月 松戸北工場（現松戸工場）を建設
- 1986年（昭和61年）8月 社名を「イワブチ株式会社」に変更
- 1995年（平成7年）4月 日本証券業協会に株式を店頭登録
- 1999年（平成11年）11月 ISO 9001認証取得
- 2001年（平成13年）10月 ISO 14001認証取得
- 2002年（平成14年）9月「海陽岩淵金属製品有限公司」を設立
- 2004年（平成16年）12月 ジャスダック証券取引所に上場
- 2010年（平成22年）4月 大阪証券取引所JASDAQ市場に上場
- 2013年（平成25年）5月 北栄鉄工株式会社を子会社化
- 2013年（平成25年）7月 東京証券取引所JASDAQ（スタンダード）市場に上場
- 2015年（平成27年）10月 愛知県名古屋市東区に「IWM株式会社」を設立

## 工場・支店
| 松戸工場     | （千葉県松戸市中根長津町176番地）      |
| 松戸第2工場  | （千葉県松戸市上本郷138番地1）         |
| 札幌支店     | （札幌市白石区菊水8条2丁目3番18号）    |
| 仙台支店     | （仙台市宮城野区日の出町一丁目3番4号） |
| 名古屋支店   | （名古屋市中区新栄一丁目32番33号）     |
| 大阪支店     | （大阪市淀川区田川北二丁目5番20号）    |
| 広島支店     | （広島市中区千田町一丁目5番18号）      |
| 福岡支店     | （福岡市中央区大名一丁目8番10号）      |
| 流通センター | （千葉県松戸市上本郷167番地）          |

## 系列会社
| 海陽岩淵金属製品有限公司 | （中国山東省海陽市工業園区南京街27番） |
| 北栄鉄工株式会社         | （北海道石狩市新港西三丁目749番地5）   |
| IWM株式会社              | （愛知県名古屋市東区泉二丁目21番地25） |